# 10 Hudson Yards
10 Hudson Yards, kallas även Tower C; Coach Tower och Hudson Yards South Office Tower,  är en skyskrapa som ligger inom byggnadskomplexet Hudson Yards på Manhattan i New York, New York i USA.
Byggnaden uppfördes mellan 2012 och 2016 som en fastighet för kontorsverksamhet. Den är 267,7 meter hög och har 52 våningar.